# Aussenstelle Hopehill
Aussenstelle Hopehill (Außenstelle Hopehill) – niemiecki nazistowski podobóz KL Stutthof, zlokalizowany w Nadbrzeżu, na terenie cegielni Hopehill. Obóz powstał 29 maja 1942. Początkowo znajdowało się tam 40 więźniów, później ta liczba zwiększyła się do około 300. Więźniowie pracowali przy wybieraniu gliny do wyrobu cegieł. W dniach 19 i 20 stycznia 1945 nastąpiła ewakuacja podobozu do Stutthof z powodu zbliżających się wojsk radzieckich.

## Historia

### Przed powstaniem obozu
27 kwietnia 1942 przedsiębiorstwo Deutsche Erd- und Steinwerke GmbH zakupiło od Erny Hehboldt za 180 tys. marek cegielnię w Hopehill. Na podstawie umowy z komendanturą obozu Stutthof 29 maja do Hopehillu zostało przywiezionych 40 więźniów i rozpoczęła się działalność podobozu pod nazwą Aussenkommando Hopehill.

### 1942–1943 (czas istnienia Starego Obozu)

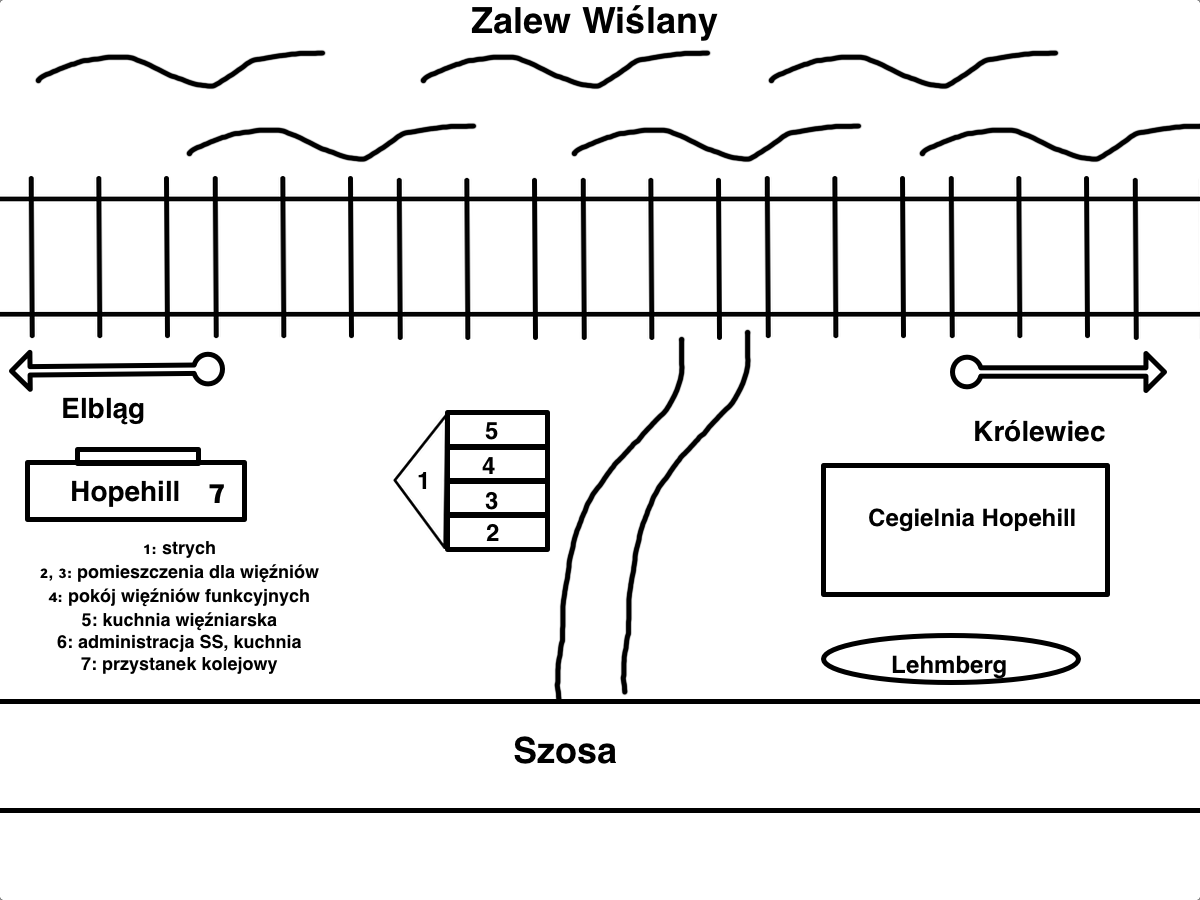
Plan Starego Obozu

Nie istnieją wiarygodne dane dotyczące pierwszych dni i tygodni funkcjonowania obozu Hopehill. Tymczasowy obóz był zlokalizowany około pół kilometra od stacji kolejowej Gross Steinort (Kamionek Wielki), na trasie Elbląg–Tolkmicko, tuż nad Zalewem Wiślanym. W części południowej obozu znajdowała się mała osada. Na wschód od niej znajdował się teren fabryczny dwóch cegielni.
We wrześniu 1942 w Stutthofie została przeprowadzona selekcja więźniów, którzy mieli zostać wysłani do Hopehill. Więźniowie nie wiedzieli dokąd pojedzie transport znany pod kryptonimem „E”. Ochotniczo do transportu zgłosiło się 20 osób, które były przekonane o tym, że jadą pracować na roli. Wybrani więźniowie po rejestracji powrócili do swoich bloków, żeby zabrać osobiste rzeczy. Do grupy ochotników należał m.in. Tadeusz Nieśpiałowski. Według jego relacji każdy więzień mógł wziąć ze sobą łyżkę, aluminiową miskę, mydło z piaskiem, szczoteczkę do zębów oraz torebkę sproszkowanej kredy o miętowym zapachu. Sam Nieśpiałowski posiadał jeszcze ołówek, igłę z białymi nićmi oraz dwa guziki. Cały bagaż zmieścił się zawinięty w ręcznik i był umieszczony w misce trzymanej przepisowo w lewej ręce. Po tym grupę ochotników załadowano na ciężarówkę przykrytą plandeką i pod eskortą 5-6 wachmanów przewieziono do Hopehillu.
Podczas sierpnia i września 1942 do Hopehillu została przeniesiona największa grupa jaka do tej pory opuściła Stutthof. Do obozu przyjechali głównie Polacy, Rosjanie oraz duża liczba więźniów kryminalnych narodowości niemieckiej, którzy zwykle pełnili funkcje nadzorców. Niektóre stanowiska w obozie przejęli Polacy. Przed bramą obozu miał się znajdować napis Arbeit adelt (praca uszlachetnia).

### 1943–1945 (czas istnienia Nowego Obozu)

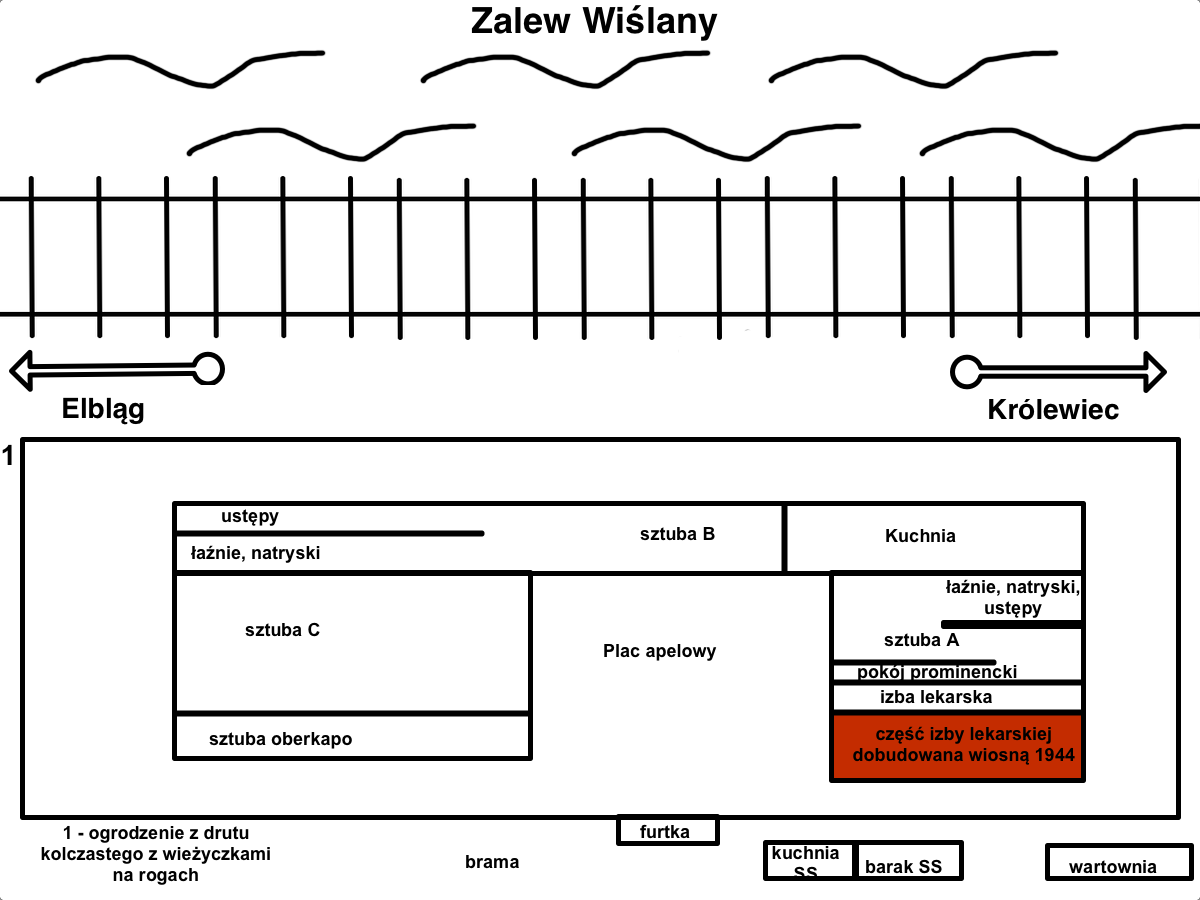
Plan Nowego Obozu

Od wczesnej wiosny 1943 zapowiadana była rozbudowa podobozu oraz przeniesienie go w stronę Reimannsfelde (Nadbrzeża). Niebawem do Hopehillu przyjechała specjalna grupa więźniów wraz z majstrem cywilnym Richardem Hampelem. W odległości około 200 metrów od Starego Obozu wyznaczono 2-hektarowy teren na którym miał znajdować się Nowy Obóz. Przylegał on bezpośrednio do południowej granicy cegielni. Poprzednio na tym terenie znajdowało się pole zasiane pszenicą. Na początku prac zajęto się odwodnieniem terenu przez wykopanie rowów oraz położenie drenów. Prace budowlano-montażowe przy stawianiu baraków trwały kilka tygodni. Ze Stutthofu została sprowadzona kolejna grupa więźniów, która zajęła się montażem z gotowych elementów sprowadzonych samochodami i koleją. Ściany i stropy zostały uszczelnione za pomocą waty szklanej. W środku lata 1943 do obozu zostali przeniesieni więźniowie. Po przekroczeniu bramy Nowego Obozu więźniowie zostali skierowani pod prysznic, a następnie rozdano im świeżą bieliznę i letnie pasiaki. Już następnego dnia po przeniesieniu więźniów do Nowego Obozu przeniesiono do Hopehillu grupę około 200 więźniów, głównie Polaków, Rosjan, Ukraińców i Białorusinów. Później do obozu przywieziono również mniejsze grupy Francuzów, Łotyszy, Litwinów i Estończyków. Nowy obóz był zbudowany z 3 połączonych baraków w kształcie litery „U” i mógł pomieścić maksymalnie 300 więźniów.
Jesienią 1944 z obozu można było usłyszeć bombardowania Królewca wykonywane przez alianckie samoloty, które przelatywały nisko nad podobozem, kierując się także w stronę Gdyni i Gdańska. Przez zbliżający się koniec II wojny światowej dostawy paczek i korespondencji stały się bardziej nieregularne. Od stycznia 1945 słyszano coraz silniejsze detonacje artyleryjskie.

### Ewakuacja podobozu
Ewakuacja podobozu została zaplanowana na 26 stycznia 1945, lecz prawdopodobnie z powodu szybkiego zbliżania się wojsk sowieckich, w południe 19 stycznia sprowadzono więźniów z cegielni do obozu. Na placu obozowym czekały 3 ciężarówki przygotowane do ewakuacji. Ogłoszony został rozkaz zabrania swoich rzeczy i stawienia się na apelu. Na polecenie komendanta Herberta Korscha każdy więzień otrzymał około pół kilograma chleba oraz około 125 gramów margaryny. W samym obozie pozostała grupa około 50 więźniów, którzy mieli zająć się pracami porządkowymi. Powrócili oni do Stutthofu następnego dnia.
W samym Stutthofie nie było miejsca dla więźniów przybyłych z Hopehillu, więc zostali oni umieszczeni w barakach w tzw. Tagersraumie, gdzie spali na stołach i podłodze. 25 i 26 stycznia grupa około 11 tys. więźniów pod nadzorem SS-mannów wyruszyła do oddalonej o 130 kilometrów szkoły podoficerów SS w Lęborku.

### Po wojnie
Po wojnie 8 pracowników oraz więźniów-funkcjonariuszy zostało osądzonych i skazanych przez sąd PRL: Paul Wellnitz został skazany na karę śmierci, Martin Stagl został skazany na 8 lat więzienia, Heinz Löwen, Alfred Tissler i Waldemar Henke zostali skazani na 5 lat więzienia, a Jan Alfred Wróbel został skazany na 7 miesięcy więzienia. Z więźniów-funkcjonariuszy Jan Breit został skazany na karę śmierci, a Paul Wiechern został uniewinniony.
Po wojnie wszystkie budynki Nowego Obozu pozostały w stanie prawie nienaruszonym, a do 2021 zachowały się ruiny murowanej izby chorych oraz fragment sztuby "C". Pozostałe części obozu uległy zniszczeniu. Obiekt został wpisany do centralnego rejestru zabytków.

## Więźniowie i warunki życia w obozie

### Podczas istnienia Starego Obozu
W czasie istnienia Starego Obozu więźniowie mieszkali w parterowym budynku z czerwonej cegły. Budynek, przypominający barak, składał się z czterech pomieszczeń. W pomieszczeniach mieszkalnych znajdowały się trzy prycze o trzech kondygnacjach. Wcześniej te pomieszczenia były zamieszkiwane przez pracowników sezonowych zatrudnionych w cegielni Hopehill. Na strychu w budynku były przechowywane ciała zmarłych więźniów, które były wywożone do Stutthof co 10 dni. Prawdopodobnie we wszystkich pomieszczeniach podłogi były wykonane z cegły. Przez małe okno wykonane między kuchnią a izbą mieszkalną były wydawane więźniom posiłki. Po powrocie więźniów do mieszkań po pracy w cegielni drzwi były zamykane na klucz. W obozie panowały nie najgorsze warunki sanitarne, do czasu gdy w październiku 1942 zwiększyła się zachorowalność na infekcję górnych dróg oddechowych oraz wybuchła epidemia wszy z powodu nieodpowiednich warunków życia. Epidemia została zatrzymana po zdezynfekowaniu całego obozu wiosną 1943, lecz wtedy wybuchła kolejna plaga pcheł, przez co w szczelinach między cegłami i w siennikach gromadziły się tysiące pcheł. W czasie działania Starego Obozu nie było specjalnie wydzielonej izby chorych dla więźniów. Ambulatorium znajdowało się na terenie cegielni, w starym nieczynnym piecu. Lekarz podobozu, doktor Aleksander Witkowski, udzielał w ambulatorium pierwszej pomocy więźniom poszkodowanym podczas pracy. Rola lekarza ograniczała się jednak tylko do ogólnego nadzoru stanu sanitarnego i sporządzaniu raportów dla Lagerarzta w głównym obozie Stutthof. Wszystkie zgłoszenia o urazach lub chorobach były przyjmowane po wieczornym apelu, a w ciągu dnia tylko za zgodą kapo. Nieodpowiedni sposób odżywiania i higieny codziennej wpływał na zły stan uzębienia więźniów.
Ze względu na brak odpowiedniej dokumentacji trudno jest ustalić umieralność i zachorowalność w Starym Obozie, jednak wiadomo, że od czerwca 1942 do lipca 1943 były one wysokie. Na podstawie zachowanych danych wiadomo, że do końca lipca 1943 w obozie zmarło 56 osób.

### Podczas istnienia Nowego Obozu
Warunki życia w obozie poprawiły się pod koniec 1943, kiedy oberkapem obozu został Anton Köhl, a Polacy przejęli większość stanowisk funkcyjnych, zajmowanych wcześniej przez niemieckich zbrodniarzy. Warunki bytowe poprawiły się również po utworzeniu w styczniu 1944 ambulatorium kierowanego początkowo przez dr. Lecha Duszyńskiego, a następnie przez dr. Stanisława Kruszewskiego. Życie obozowe stało się wtedy znacznie bardziej liberalne w porównaniu z okresem istnienia Starego Obozu, kiedy oberkapem obozu był niejaki Narius. W czasie istnienia Nowego Obozu rozwijała się półoficjalnie działalność kulturalna m.in. odbywały się wydarzenia literackie oraz zawody w zapasach i boksie.
Zamordowanie estońskiego więźnia przez oberkapa Köhla stało się znane w całym Stutthofie i spowodowało przerwanie czasu względnego spokoju w obozie. Po wydarzeniu krążyła fałszywa pogłoska, że więzień został spalony żywcem w piecu do wypalania cegieł.

### Praca więźniów
Praca w cegielni Hopehill była jedną z najcięższych prac jaką wykonywali więźniowie obozów koncentracyjnych. Pracę wykonywano w tempie obozowym (w szybkim tempie, niem. Laufschritt), bez przerw i postojów. Większość więźniów pierwszy raz spotkała się z pracą w cegielni. Więźniowie zajmujący funkcje administracyjne lub nadzorcze tworzyli tzw. grupę prominencką. Cegielnia Hopehill była zakładem częściowo zmechanizowanym, co powodowało, że technologia produkcji i forma nadzoru narzucały rytm pracy więźniów. Rozdzielaniem prac między więźniów zajmował się Blockführer Kurt Janzen po skończeniu porannego apelu. Ogólny nadzór nad więźniami pełnił oberkapo.
Praca w cegielni rozpoczynała się wczesnym rankiem, z pobudką o 7 lub o 6:30 i wymarszem do pracy o 8 lub o 7. W zależności od pory roku więźniowie wracali do obozu o 17 lub o 19, lecz grupa zatrudniona w systemie dwuzmianowym przy obsłudze pieca pracowała do godz. 22. Cegielnia w czasie istnienia obozu produkowała dziennie od 20 do 25 tys. cegieł.

### Ucieczki z obozu
Podczas istnienia Starego Obozu zarejestrowane były 3 próby ucieczki, z czego żadna nie była udana. Pierwsza z nich była de facto samobójstwem (więzień świadomie przekroczył linię posterunków strażniczych i został zastrzelony), a druga skończyła się wtedy kiedy SS-mann złapał i zastrzelił więźnia. Narius (oberkapo obozu) próbował uciec pod koniec sierpnia, co było bezpośrednim wynikiem rywalizacji między jeńcami niemieckimi i polskimi. Został złapany i rozstrzelany. W czasie istnienia Nowego Obozu nastąpiło kilka prób ucieczek, z czego 5 było udanych, a trzy inne próby zakończyły się niepowodzeniem, a uciekinierzy zostali schwytani i ukarani przez chłostę.

### Znani więźniowie
Znani więźniowie obozu:
- Balys Sruoga, litewski poeta[8].
- Tadeusz Nieśpiałowski[1].
- Wacław Mitura, autor wspomnień z życia obozowego[1].

## Mity o obozie
W środowisku więźniarskim powstało wiele mitów dotyczących obozu Hopehill, m.in.:
- mit o rzekomych aktach kanibalizmu dokonywanych przez więźniów rosyjskich[1].
- twierdzenie Stanisława Wojcieszka o tym, że Hopehill miało być miejscem, do którego wysyłano więźniów, którym był przesądzony los śmierci[1].
- mit wyolbrzymiający złą opinię o obozie, dotyczący zabójstwa estońskiego więźnia Johanna Oskara Loo przez Toni Köhla[1].

## Pamięć o obozie
Więźniowie, którzy stracili życie w obozie zostali upamiętnieni przez pomnik znajdujący się w Nadbrzeżu przy drodze wojewódzkiej nr 503. Przy pomniku corocznie w kwietniu organizowane są uroczystości w ramach Ogólnopolskiego Zlotu Pamięci Narodowej.